# 小斜方六面体
小斜方六面体（しょうしゃほうろくめんたい、Small rhombihexahedron）とは、一様多面体の一種である。正八角形を井形に組み、出来た正方形の穴のうち正三角形の穴に辺で接するもののみに蓋をしたような形状をしている。

## 性質
- 構成面： 正方形12枚、正八角形6枚
- 辺： 48
- 頂点： 24
- 頂点形状： 4, 8, 4/3, 8
- ワイソフ記号： 2 4 (3/2 4/2) |
- 枠： 斜方立方八面体
- 双対： Small rhombihexacron

## 同じ枠を持つ立体
- 斜方立方八面体
- 小立方立方八面体
- 小斜方六面体
- 星型切頂六面体